# Bahnhof Rheinzabern
Der Bahnhof Rheinzabern ist der wichtigste Haltepunkt der rheinland-pfälzischen Ortsgemeinde Rheinzabern. Er verfügt über zwei Bahnsteiggleise mit Seitenbahnsteigen. Der Haltepunkt liegt im Verbundgebiet des Karlsruher Verkehrsverbundes (KVV) und gehört zur Tarifzone 540. Seit 2001 werden im Zuge eines Übergangstarifes ebenfalls Karten des Verkehrsverbundes Rhein-Neckar (VRN) anerkannt. Seine Anschrift lautet Bahnhofstraße 26.

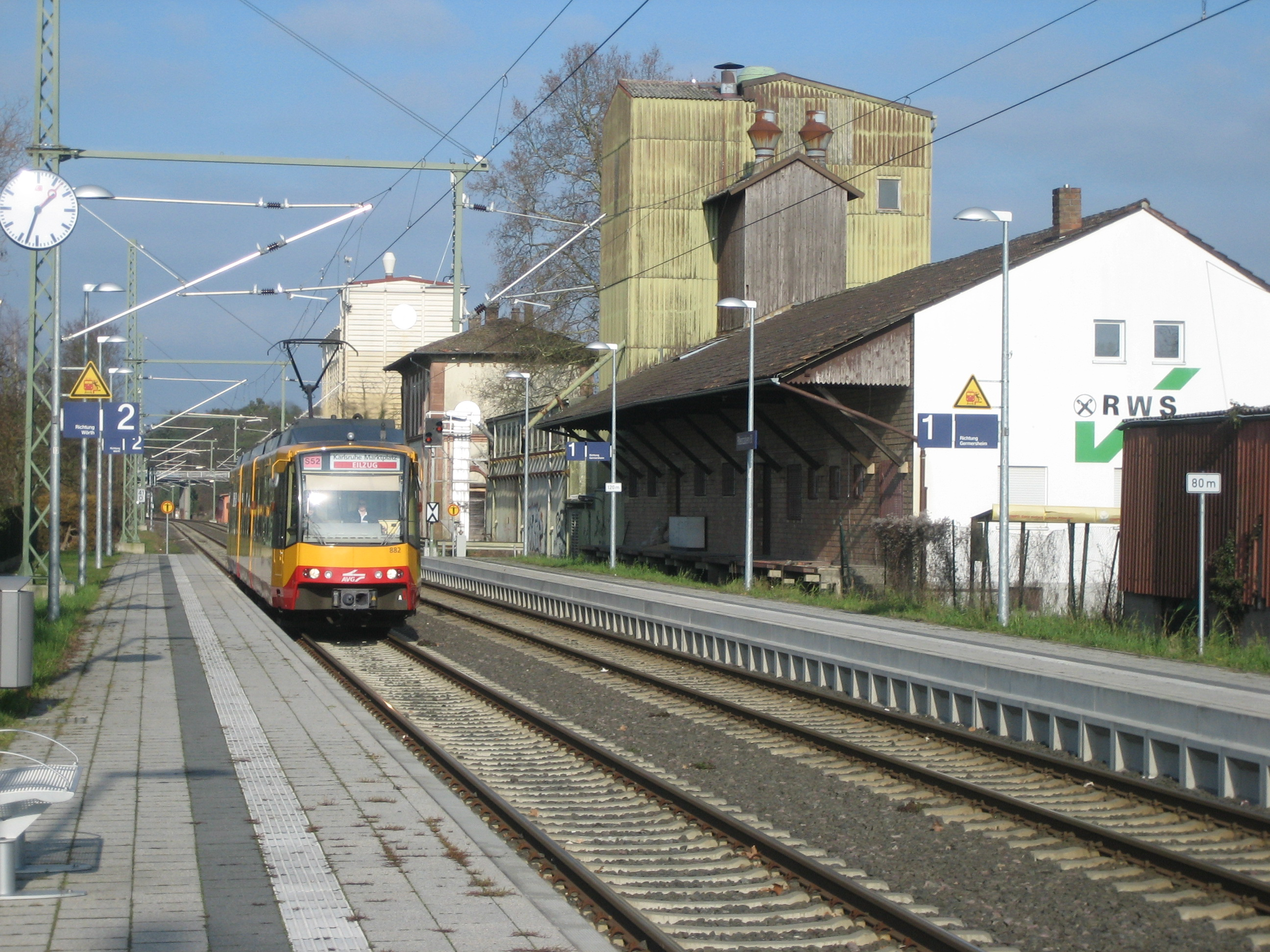
Der Bahnhof Rheinzabern im Jahr 2014

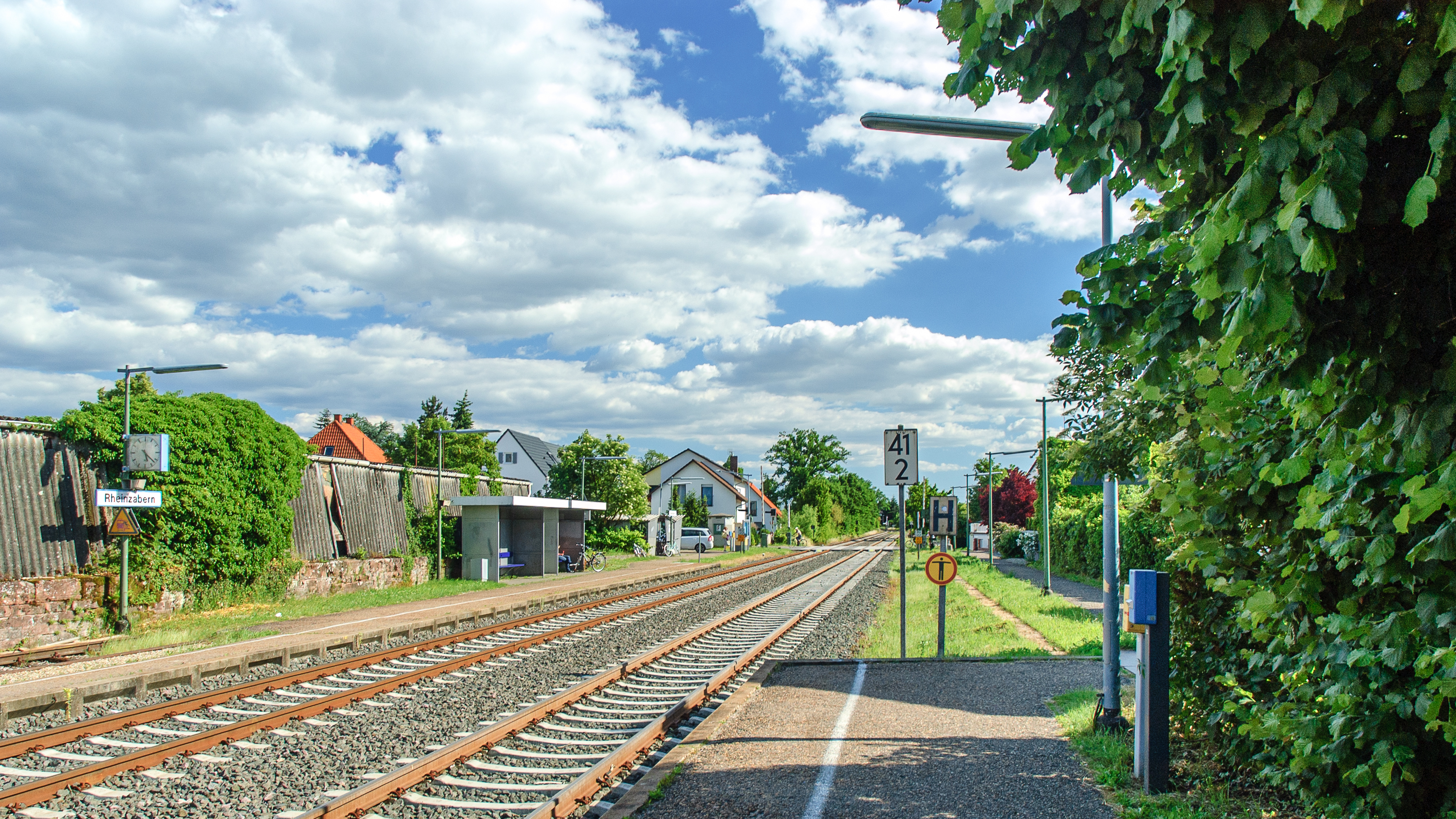
Der Bahnhof Rheinzabern vor der Elektrifizierung im Jahr 2009

Der Bahnhof liegt an der Bahnstrecke Schifferstadt–Wörth und wurde am 25. Juli 1876 mit Eröffnung des Streckenabschnittes von Germersheim nach Wörth in Betrieb genommen. Betrieblich ist er inzwischen nur noch ein Haltepunkt. Ende 2010 folgte die Einbeziehung des Haltes in das Netz der Stadtbahn Karlsruhe. Da gleichzeitig zwei neue Haltepunkte innerhalb von Rheinzabern eröffnet wurden, wird er seitdem auch als Rheinzabern Bahnhof bezeichnet, u. a. bei den Bandansagen der Karlsruher Stadtbahn.

## Lage
Der Bahnhof befindet sich am nördlichen Siedlungsrand von Rheinzabern.

## Geschichte

### Bahnprojekte rund um Rheinzabern
Ursprünglich war geplant, innerhalb der Pfalz (Bayern) zuerst eine Bahnstrecke in Nord-Süd-Richtung von der Rheinschanze über Lauterbourg bis nach Strasbourg in Betrieb zu nehmen, die mit der von Baden projektierten Strecke Mannheim–Basel konkurrieren sollte. Diese wurde jedoch zugunsten der im Zeitraum von 1847 bis 1849 eröffneten Pfälzischen Ludwigsbahn Ludwigshafen–Bexbach zurückgestellt. In der Folgezeit liefen Diskussionen, ob eine Strecke am Gebirge von Neustadt über Landau nach Wissembourg oder eine Strecke am Rhein entlang über Speyer, Germersheim und Wörth dringender und wünschenswerter sei. Da vor allem das Militär eine Streckenführung am Rande des Pfälzerwaldes bevorzugt hatte, erhielt eine solche in Form der Maximiliansbahn Neustadt–Wissembourg den Vorzug.
Im Zuge der Bestrebungen, die Maximiliansbahn mit der badischen Hauptstadt Karlsruhe zu verknüpfen, strengten mehrere Persönlichkeiten aus Rheinzabern und seinen Nachbargemeinden eine Streckenführung über Offenbach, Herxheim, Leimersheim und Leopoldshafen an. Diese sollte im benachbarten Rülzheim mit der zeitgleich mit der Ludwigsbahn eröffneten Stichstrecke Schifferstadt–Speyer, die entsprechend durchgebunden würde, verknüpft werden. Diese Pläne standen jedoch in Konkurrenz zur Bahnstrecke Winden–Karlsruhe, die schließlich den Vorzug erhielt und 1864 eröffnet wurde. Im selben Jahr wurde die Speyerer Strecke bis nach Germersheim verlängert.
Ebenfalls 1864 strengte ein Lokalkomitee aus Rülzheim eine Verlängerung der nun in Germersheim endenden Strecke bis nach Wörth an, woraus wenig später ein erster Entwurf resultierte. Die Lage des Rheinzaberner Bahnhofs war jedoch strittig. Eine Variante sah diesen östlich der Gemeinde vor, eine andere hingegen im Westen. In die Debatte mischten sich zudem die Nachbargemeinden ein, die ihn in ihrer Nähe haben wollten. Das Komitee selbst plädierte am 30. März 1872 für den Standort im Westen, ehe ein solcher am 7. Juli 1872 endgültig beschlossen wurde. Am 25. Juli 1876 wurde schließlich die Durchbindung der Strecke bis nach Wörth einschließlich des Bahnhofs Rheinzabern eröffnet.

### Weitere Entwicklung

Bahnhof Rheinzabern um 1910

1922 erfolgte die Eingliederung des Bahnhofs in die neu gegründete Reichsbahndirektion Ludwigshafen. Im Zuge deren Auflösung zum 1. April 1937 wechselte er in den Zuständigkeitsbereich der Reichsbahndirektion Mainz.
Die französische Besatzungsmacht gliederte den Bahnhof nach dem Zweiten Weltkrieg in die Eisenbahndirektion Mainz ein, der sie alle Bahnstrecken innerhalb des Nordteils ihrer Besatzungszone zuteilte. 1971 gelangte die Station im Zuge der Auflösung der Bundesbahndirektion Mainz in den Zuständigkeitsbereich der Bundesbahndirektion Karlsruhe.
In den 1990er Jahren wurde der Bahnhof zu einem Haltepunkt zurückgebaut. Seit Mitte Dezember 2010 bedienen  ausschließlich Züge der Stadtbahn Karlsruhe den Haltepunkt.

## Empfangsgebäude
Beim früheren Empfangsgebäude handelt es sich um einen Walmdachbau, der stilistisch dem Spätklassizismus zuzuordnen ist. Er steht unter Denkmalschutz. Für den Bahnbetrieb besitzt das Gebäude inzwischen keine Bedeutung mehr.

## Verkehr
Der Bahnhof Rheinzabern wird von mehreren Linien der Stadtbahn Karlsruhe sowie der S-Bahn Rhein-Neckar bedient. Die Linien S 51, bzw. S 52 verkehren im Stundentakt zwischen Germersheim und Karlsruhe, wobei sie unterschiedliche Fahrwege durch Karlsruhe nutzen. Zusätzlich hält seit dem Fahrplanwechsel 2024/2025 auch die Linie S 3 der S-Bahn Rhein-Neckar in Rheinzabern. Diese verbindet Mannheim über Ludwigshafen, Speyer und Germersheim mit Wörth und Karlsruhe und verkehrt tagsüber stündlich in beide Richtungen. An Wochenenden und Feiertagen ist das Angebot der S3 reduziert.
Der Bahnhof besitzt zwei Außenbahnsteige und ist barrierefrei ausgebaut. Er wird von allen Linien in beiden Richtungen bedient. Der Zugang erfolgt über Rampen und Treppen von der Bahnhofstraße aus.

### Busverkehr
Am Bahnhof Rheinzabern verkehren mehrere regionale Buslinien des Verkehrsverbunds Rhein-Neckar (VRN), teils auch im Auftrag des Landkreises Germersheim:
- Linie 548 (Kandel – Rheinzabern – Leimersheim – Kuhardt)

Tägliche Schulfahrten mit einer zusätzlichen Rückfahrt um 14:36 Uhr ab „Rheinzabern, Bahnhof“ zur IGS Rheinzabern. Fahrpläne sind auf Ankunftszeiten der Linien S3/S51/S52 abgestimmt.
- Linie 552 (Rülzheim – Hördt – Jockgrim – Rheinzabern – Wörth)

Verkehrt samstags und sonntags im 120-Minuten-Takt. Es bestehen Umstiegsmöglichkeiten zur Linie 548 am Bahnhof Rheinzabern.
- Linie 549 (Kandel – Büchelberg – Scheibenhardt – Hagenbach – Wörth)

Wochenendverkehr mit Anbindung an die Stadtbahnlinien in Rheinzabern.
- Linie 598 (Wörth – Jockgrim – Rheinzabern – Rülzheim – Hördt)

Spätverbindungen unter der Woche für Berufspendler, insbesondere aus dem Industriegebiet Wörth.
- Linie 555 (Landau – Herxheim – Offenbach – Rheinzabern)

Regelverkehr an Werktagen im 20/40-Minuten-Takt, samstags stündlich, sonntags zweistündlich. Gute Anbindung an die Stadtbahn am Bahnhof Rheinzabern.
Diese Linien gewährleisten eine zuverlässige Anbindung des Bahnhofs Rheinzabern an umliegende Orte sowie wichtige regionale Zentren wie Kandel, Germersheim, Landau und Wörth – auch am Wochenende und in den Abendstunden.